# Taxi (film din 1998)
Taxi este un film francez de acțiune-comedie din 1998, cu Samy Naceri în rolul principal, regizat de Gérard Pirès și scenarizat de Luc Besson.
Filmul este continuat de trei sequeluri, Taxi 2, Taxi 3, Taxi 4 și un remake, Taxi (2004).

## Sinopsis
Daniel (Samy Naceri), un tânăr pasionat de ”motoare” din Marsilia, părăsește jobul său de curier de pizza pentru a deveni taximetrist. La volanul mașinii sale, un Peugeot 406 alb pe care l-a modificat, el așteaptă și duce clienții, dar, de asemenea, când are ocazia practică hobby-ul său preferat: conduce ca un pilot de curse auto.
Într-o bună zi, el duce un client, Émilien (Frédéric Diefenthal), fără a ști că acesta este inspector de poliție. După o demonstrație de talente de pilot pe străzile Marsiliei, Daniel se trezește la comisariat. Émilien între timp îi propune lui Daniel de a-l ajuta să prindă o bandă de jefuitori de bănci germani care e prezentă de ceva timp în Marsilia, în schimbul trecerii cu vederea a încălcărilor sale și de a primi posibilitatea de a-și aplica măiestria din nou în cadrul operațiunii poliției...

## Distribuție
- Samy Naceri : Daniel Morales
- Frédéric Diefenthal : Émilien Coutant Ker-Balec
- Marion Cotillard : Lilly Bertineau
- Manuela Gourary : Camille Coutant Ker-Balec
- Emma Sjöberg : Petra
- Bernard Farcy : Commissaire Gérard Gibert
- Édouard Montoute : Alain Trésor, coleg de-al lui Émilien
- Tara Römer : coleg de-al lui Émilien
- Philippe du Janerand : clientul presat
- Georges Neri : Joe
- Guy Quang : curierul de pizza
- Kassem Tarek : le voleur de voiture
- Sébastien Thiéry : examinatorul de permis auto
- Sabine Bail : femeia de la biroul de taxi
- Richard Sammel : șeful bandei germane
- Dan Herzberg : Paulo

## Coloana sonoră
Lista melodiilor
1. Maudits Soient Les Yeux Fermés - Chiens de Paille
2. Scooter
3. Dini - Assia
4. L'amour du Risque - Fonky Family
5. La Charge
6. Give Me Your Love - Deni Hines
7. La vie de rêve - 3ème Œil
8. 1ère Attaque
9. Le Dernier Coup - Freeman, K-Rhyme Le Roi
10. Ne Rien Faire - Karl
11. 2ème Attaque
12. Marseille La Nuit - IAM
13. Taxi - Mafia Underground
14. Dernière Banque
15. Vie Infecte - Carré Rouge
16. Tu Me Plais - K-Reen, Def Bond
17. Thème de Lily III
18. Lyrix Files - Akhenaton
19. What Makes You a Man - Deni Hines

Sample-uri
- "Tu Me Plais" conține sample-uri din "Don't Wanna Loose Your Love" de Freddie Jackson și tema din Dernier domicile connu compusă de François de Roubaix.[2]